# Carpenters (álbum)
Carpenters, también conocido coloquialmente como  The Tan Album, es el tercer álbum de estudio del dúo musical estadounidense The Carpenters. Fue publicado el 14 de mayo de 1971 a través de A&M Records. Carpenters alcanzó el posición #2 en el Billboard 200 y fue certificado 4× platino por la Recording Industry Association of America (RIAA). El álbum generó tres sencillos que alcanzaron el top 3 en el Hot 100 de la revista Billboard: «For All We Know», «Rainy Days and Mondays» y «Superstar».

## Recepción de la crítica
Richard Havers de UDiscover Music describe Carpenters como “un disco atemporal”. El crítico de AllMusic, Rovi Staff, escribió: “Aún más comercialmente simplificado que sus predecesores, Carpenters es un clásico del pop de principios de los años 1970”.

## Rendimiento comercial
En las listas de Estados Unidos, Carpenters debutó en el puesto número 15 en el Billboard 200 durante la semana del 5 de junio de 1971. El 3 de julio, el álbum alcanzó su posición más alta en el número 2, donde permaneció durante dos semanas consecutivas; se mantuvo fuera del primer lugar por Tapestry de Carole King. Carpenters se mantuvo en la lista durante un total de 59 semanas.

## Galardones
| Año  | Premio         | Categoría                                         | Resultado | Ref.  |
| ---- | -------------- | ------------------------------------------------- | --------- | ----- |
| 1971 | Premios Grammy | Mejor interpretación pop vocal por un dúo o grupo | Ganador   | [ 8 ] |
| 1971 | Premios Grammy | Álbum del año                                     | Nominado  | [ 8 ] |
| 1971 | Premios Grammy | Mejor producción de álbum, no clásica             | Nominado  | [ 8 ] |

## Lista de canciones
| Lado uno |                          |                                     |          |  |
| N.º      | Título                   | Escritor(es)                        | Duración |  |
| 1.       | «Rainy Days and Mondays» | Roger Nichols Paul Williams         | 3:39     |  |
| 2.       | «Saturday»               | John Bettis Richard Carpenter       | 1:19     |  |
| 3.       | «Let Me Be the One»      | Nichols Williams                    | 2:26     |  |
| 4.       | «(A Place To) Hideaway»  | Randy Sparks                        | 3:42     |  |
| 5.       | «For All We Know»        | Fred Karlin Arthur James Robb Royer | 2:39     |  |

| Lado dos | |                              |          |  |
| N.º      | Título | Escritor(es)                 | Duración |  |
| 1.       | «Superstar» | Bonnie Bramlett Leon Russell | 3:52     |  |
| 2.       | «Druscilla Penny» | Bettis R. Carpenter          | 2:15     |  |
| 3.       | «One Love» | Bettis R. Carpenter          | 3:26     |  |
| 4.       | «Bacharach–David Medley» I. «Knowing When to Leave» II. «Make It Easy on Yourself» III. «(There's) Always Something There to Remind Me» IV. «I'll Never Fall in Love Again» V. «Walk on By» VI. «Do You Know the Way to San Jose» | Burt Bacharach Hal David     | 5:28     |  |
| 5.       | «Sometimes» | Henry Mancini Felice Mancini | 2:55     |  |

## Posicionamiento

### Gráfica semanal
| Gráfica (1971–72)              | Pico de posición |
| ------------------------------ | ---------------- |
| Australia (Kent Music Report)  | 16               |
| Canadá (RPM Top Albums/CDs)    | 6                |
| Estados Unidos (Billboard 200) | 2                |
| Japón (Oricon Albums Chart)    | 47               |
| Reino Unido (UK Albums Chart)  | 11               |

### Gráfica de fin de año
| Gráfica (1971)                   | Pico de posición |
| -------------------------------- | ---------------- |
| Estados Unidos (Billboard 200)   | 39               |
| Estados Unidos (Cashbox Top 100) | 8                |

| Gráfica (1972)                   | Pico de posición |
| -------------------------------- | ---------------- |
| Estados Unidos (Billboard 200)   | 43               |
| Estados Unidos (Cashbox Top 100) | 53               |

## Certificaciones y ventas
| País                  | Certificación | Ventas    |
| --------------------- | ------------- | --------- |
| Australia (ARIA)      | Oro           | 35,000    |
| Estados Unidos (RIAA) | 4× Platino    | 4,000,000 |
| Reino Unido (BPI)     | Platino       | 300,000   |